# Ерофеев, Евгений Семёнович (георгиевский кавалер)
Евге́ний Семёнович Ерофеев (26 февраля (10 марта) 1873 — ?) — российский офицер, полковник, дважды георгиевский кавалер.

## Биография
Православный.
Образование получил домашнее и в Виленском ПЮУ.
В военную службу вступил 5 сентября 1891 года. Окончил Виленское пехотное юнкерское училище в 1895 году по 2-му разряду в 171-й пехотный Кобринский полк. Подпоручик (ст. 16.06.1897). На 1900 год — в том же полку. Поручик (ст. 16.06.1901). Штабс-капитан (ст. 16.06.1905). В русско-японскую войну — штабс-капитан 28-го Восточно-Сибирского стрелкового полка.
Пожалован Орден Св. Великомученика и Победоносца Георгия 4-й степени: "За выдающуюся храбрость, при удержании у Голубиной бухты, 19-го декабря 1904 года, во главе отряда из двух охотничьих команд и полуроты, целой бригады японцев, причем, невзирая на полученную тяжелую рану и убыль свыше половины вверенного ему отряда, оставался на позиции под жестоким огнём осадной артиллерии до тех пор, пока не был обойден во фланг, после чего отошел в полном порядке, увозя имевшиеся при отряде пулеметы и орудие. " (ВП 28.09.1905 г.).
...Геройский подвиг подпоручик Ерофеев совершилъ в дни сдачи крепости. Он выразил своим подвигом ярче всего ту русскую стойкость, которая была присуща гарнизону осажденной крепости, несмотря на тягости осады и разобщение с остальными войсками Маньчжурской армии...
На 01.01.1909 г. — штабс-капитан 170-го пехотного Молодечненского полка в Вильне. Капитан (ст. (16.06.1909). В 1912 году — капитан 17-го стрелкового полка в Сувалках. Подполковник (ст. 26.11.1912).
В первую мировую войну — полковник, командир 212-го пехотного Романовского полка, награждён Георгиевским оружием (ВП от 18.03.1915, за отличие в 17-м стрелковом полку).
Имел также награды: ордена Св. Анны 4-й ст. с надписью «За храбрость» (1905), Св. Станислава 3-й ст. с мечами и бантом (1905), Св. Анны 3-й ст. с мечами (1905), Св. Станислава 2-й ст. с мечами (1905), подполковник (1912), Св. Анны 2-й ст. (31.03.1913).